# Royal Aircraft Factory R.E.7
Il Royal Aircraft Factory R.E.7 fu un aereo da ricognizione e bombardiere leggero monomotore biplano progettato dall'istituto di ricerca britannico Royal Aircraft Factory e prodotto su licenza da Austin Motor Company, Coventry Ordnance Works, Napier & Son e Siddeley-Deasy Motor Company negli anni dieci del XX secolo.
Destinato ai reparti del Royal Flying Corps, l'allora componente aerea del British Army (l'esercito del Regno Unito), venne impiegato nelle missioni di ricognizione aerea e bombardamento durante le prime fasi della prima guerra mondiale.

## Storia del progetto
Durante il periodo iniziale della prima guerra mondiale l'arma aerea era costituita essenzialmente da velivoli disarmati impiegati nelle missioni di ricognizione sul territorio nemico e come supporto all'artiglieria comunicando i risultati e le eventuali correzioni di tiro.
A tale scopo i britannici, con il Royal Flying Corps (RFC), erano equipaggiati con modelli biposto che progressivamente iniziarono a trasportare, limitatamente alle capacità tecniche dei mezzi, piccole bombe da caduta e spezzoni da rilasciare sopra le truppe avversarie. A tale scopo la Royal Aircraft Factory aveva progettato il Royal Aircraft Factory R.E.5, il primo modello di questo tipo ad entrare in produzione in serie uscito dal suo ufficio tecnico, ma la rapida evoluzione delle tecnologie applicate all'aviazione e gli sviluppi nell'applicazione dei velivoli sui campi di battaglia richiesero ben presto aerei che avessero prestazioni sempre più elevate. In quest'ottica il gruppo di progettazione della Royal Aircraft Factory iniziò i lavori di sviluppo di un nuovo modello basato sull'R.E.5 ma, pur rimanendo adatto all'impiego come ricognitore e velivolo di scorta, in grado di trasportare carichi più pesanti, l'R.E.7.
Il nuovo modello, pur riproponendo l'impostazione tipica dei pari ruolo del periodo, ovvero un velivolo realizzato con struttura lignea ricoperto di tela trattata caratterizzato dalla fusoliera biposto ad abitacoli aperti, separati e posti in tandem, carrello d'atterraggio fisso con dispositivo anticappottamento e velatura biplana, venne inizialmente identificato come R.E.5a e si discostava dal precedente per una maggiore superficie alare utilizzando una configurazione sesquiplana, dove il piano alare superiore presentava un'apertura alare maggiore di quello inferiore. La propulsione era affidata ad un motore Beardmore da 120 hp (89 kW), un Austro-Daimler costruito su licenza, montato sul naso accoppiato ad un'elica quadripala in legno.

## Utilizzatori
Regno Unito
- Royal Flying Corps
  - No. 9 Squadron RFC
  - No. 12 Squadron RFC
  - No. 19 Squadron RFC
  - No. 20 Squadron RFC
  - No. 21 Squadron RFC
  - No. 37 Squadron RFC
  - No. 49 Squadron RFC